# Delphine Klopfenstein Broggini
Delphine Klopfenstein Broggini, née le 9 juin 1976 à Berne (originaire de Losone et d'Adelboden), est une personnalité politique suisse, membre des Verts.
Elle est députée du canton de Genève au Conseil national depuis décembre 2019.

## Biographie
Originaire de Losone (TI) et d'Adelboden (BE), Delphine Klopfenstein naît le 9 juin 1976 à Berne, d'un père médecin et d'une mère danseuse, d'origine jurassienne.
Elle grandit entre Berne, Neuchâtel et Genève. Après sa maturité au Collège de Saussure, elle s'inscrit en sciences sociales à l'Université de Genève, où elle obtient une licence et fait également une demi-licence en Lettres, en langue et culture romanche,,.
Elle est coordinatrice puis chargée de projet pour l'association Pro Vélo Genève (anciennement ASPIC) de 2004 à 2011. Elle est responsable de campagne des Verts genevois à partir de 2012, puis secrétaire générale du parti de 2013 à 2019,.
Elle est mariée à Giuliano Broggini, fondateur de l'atelier de réparation de vieux vélos Péclot 13 à Genève, et mère de deux enfants,. Elle vit à Versoix.

## Parcours politique
Candidate au Grand Conseil genevois en 2013, elle devient députée suppléante, puis députée le 12 novembre 2015 (législature 2013-2018). Elle est réélue le 15 avril 2018. Elle est membre de la commission des affaires communales, régionales et internationales, de la commission des pétitions, de la commission de l'environnement et de l'agriculture ainsi que de la commission des transports (vice-présidente).
Le 20 octobre 2019, lors des élections fédérales, elle est élue au Conseil national avec 20 026 suffrages. Elle siège dans la Commission de l'environnement, de l'aménagement du territoire et de l'énergie (CEATE). Elle est réélue le 22 octobre 2023.
Elle est membre du comité des Verts suisses et, depuis 2020, présidente des Verts genevois.

## Autres mandats
Elle est membre du comité de Pro Natura et vice-présidente de Pro Vélo à partir de novembre 2020, puis présidente à partir du 30 novembre 2024,.

## Publications
- Delphine Klopfenstein, Claude Marthaler, Pro Vélo Suisse et Pro Vélo Genève, L'Arc lémanique à vélo : 25 belles balades : campagne, lac et cours d'eau, montagne, ville, Zurich, Werd, 2011, 47 p.
- Delphine Klopfenstein, Minorités linguistiques et diglossie : le cas du romanche, Genève, Université de Genève, Département de sociologie, 2001, 84 p.